# Dodge Phoenix

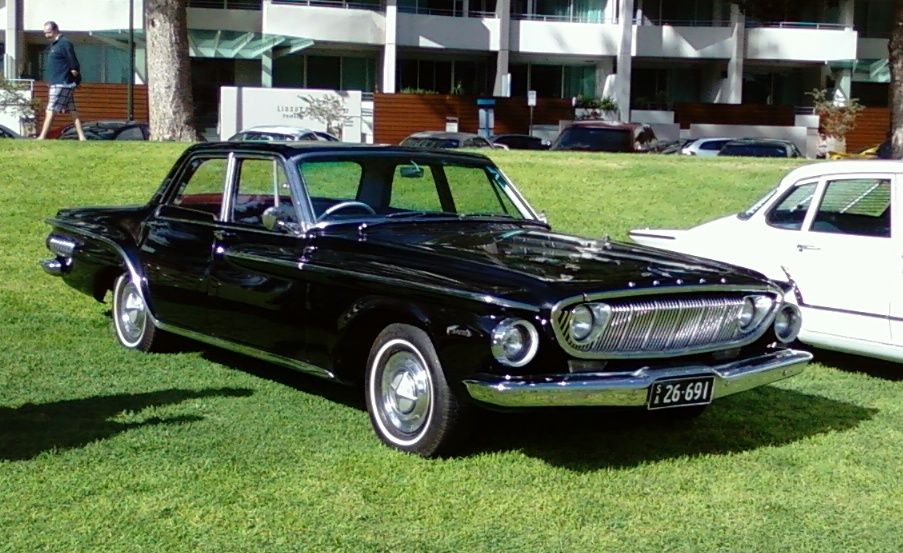
Dodge Phoenix (1962)

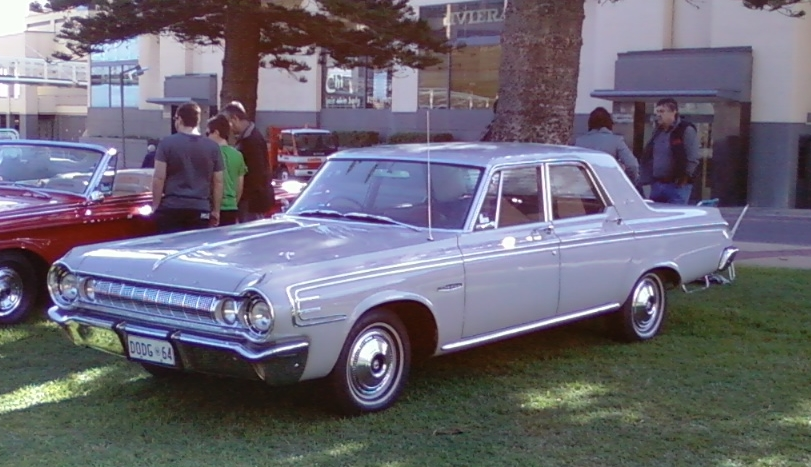
Dodge Phoenix (1964)

Der Dodge Phoenix war ein PKW, der von 1960 bis 1973 von Chrysler Australia gebaut wurde.
Der Phoenix wurde 1960 als australische Version des US-amerikanischen Dodge Dart eingeführt und reihte sich als Luxusmodell oberhalb des in Australien montierten Chrysler Royal ein. Seinen Namen erhielt der Wagen vom Spitzenmodell der Dodge-Dart-Reihe, dem Dodge Dart Phoenix. Anders als sein US-amerikanischer Namensvetter wurde der Phoenix nur als 4-türige Limousine angeboten und nur mit 5,2 l-V8-Motor. 
In der Folge wurde der Phoenix jedes Jahr zusammen mit dem jeweiligen US-amerikanischen Dodge-Modell (anfangs der Dart, später der Polara) überarbeitet, bis eine Strategieänderung für das Modelljahr 1965 den Phoenix erstmals auf dem Plymouth Fury basieren ließ. Wie der US-amerikanische Fury von 1965 hatte auch der Phoenix des gleichen Jahrgangs übereinanderliegende Doppelscheinwerfer. 1967 kam zusätzlich zur Limousine eine 4-türige Hardtop-Limousine, die mit einem 6,3 l-V8-Motor ausgestattet war, während die normale Limousine weiterhin den 5,2 l-V8 behielt. Diese beiden Karosserieformen wurden bis zur Einstellung der Baureihe 1973 angeboten. Der in Australien entwickelte Chrysler by Chrysler übernahm anschließend die Rolle des Spitzenmodells.